# 성포도서관
성포도서관은 경기도 안산시 상록구 성포동 소재의 도서관이다.

## 연혁
- 1994년 12월 7일 성포분관 착공
- 1997년 1월 7일 안산시 관산도서관 성포분관 직제승인
- 1997년 5월 10일 성포분관 준공
- 1997년 6월 30일 성포분관 개관
- 2007년 5월 25일 중앙도서관 성포분관 직제변경
- 2007년 8월 16일 도서관 리모델링 후 개관
- 2010년 10월 8일 감골도서관 성포분관 직제변경

## 이용 안내
이용 시간
휴관일
- 매주 월요일
- 국경일, 정부에서 지정하는 공휴일
- 관장이 지정하는 임시휴관일